# Романо ди Ломбардия
Рома̀но ди Ломбардѝя (на италиански: Romano, на източноломбардски: Romà, Рома) е град и община в Северна Италия, провинция Бергамо, регион Ломбардия. Разположен е на 120 m надморска височина. Населението на общината е 19 469 души (към 2013 г.).